# Хесен-Ешвеге
Хесен-Ешвеге (на немски: Landgrafschaft Hessen-Eschwege) е ландграфство от 1632 (?) до 1655 г. на Свещената Римска империя, управлявано от страничната линия Хесен-Ротенбург на род Дом Хесен под главното управление на ландграфовете от Хесен-Касел. Главната резиденция на Хесен-Ротенбург е дворец Ешвеге в град Ешвеге.
През 1627 г. Мориц († 1632), ландграф на Хесен-Касел от 1592 до 1627 г., образува ландграфството Хесен-Ротенбург (Paragium) за синовете си от втория му брак с Юлиана фон Насау-Диленбург († 1643). Той напуска трона през 1627 г. и син му Фридрих получава частта Хесен-Ешвеге.  На 15 години Фридрих поема наследството си през 1632 г.
През Тридесетгодишната война дворецът и град Ешвеге са разрушени и ограбени на Великден 1637 г. 20-годишният Фридрих се настанява в резиденцията си в Ешвеге вероятно след женитбата си в Стокхолм през 1646 г. Той се занимава най-вече с възстановяването на град Ешвеге.
Фридрих е убит през 1655 г. в боеве в Полша, и с него измира по мъжка линия страничната линия Хесен-Ешвеге. Неговата част от ландграфството отива на брат му Ернст I фон Хесен-Рейнфелс-Ротенбург.
Ландграфството Хесен-Ротенбург отива през 1658 г. след смъртта на третия брат, бездетният ландграф Херман, също на Хесен-Рейнфелс.

## Ландграф на Хесен-Ешвеге
- Фридрих фон Хесен-Ешвеге (* 1617, † 1655), ландграф 1632-1655